# Feuerleitradar Mark VII

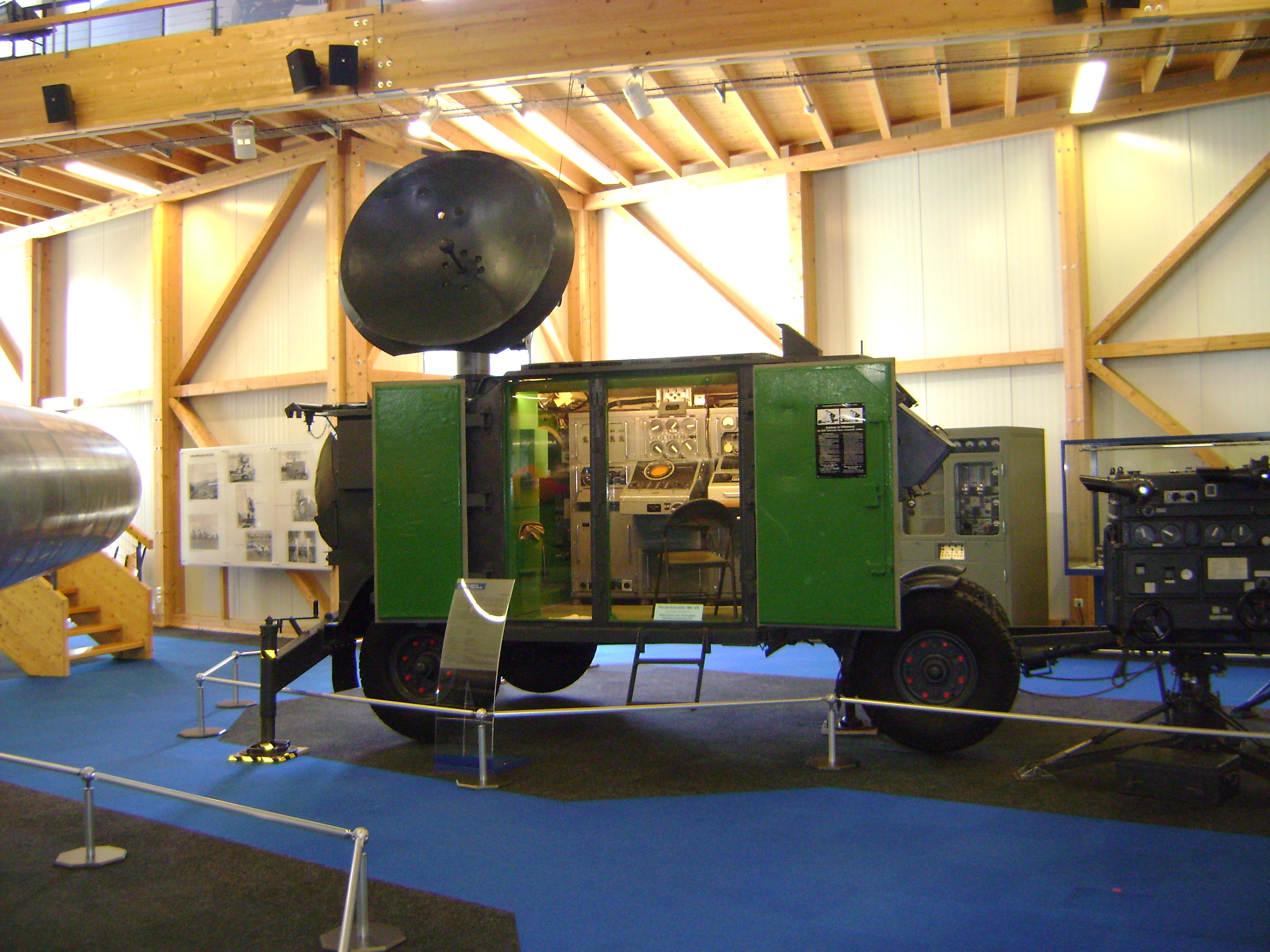
Feuerleitradar Mark VII im Fliegermuseum Dübendorf

Der Feuerleitradar Mark VII wurde von 1958 bis 1967 in einer Stückzahl von zwölf Exemplaren bei der Schweizer Luftwaffe eingesetzt.

## Einsatz
Der Feuerleitradar Mark VII  ersetzte in der Schweizer Luftwaffe die Suchscheinwerfer und Horchgeräte.
Der Feuerleitradar Mark VII ermittelte im Folgebetrieb die Messpunktelemente, Seitenwinkel, Lagewinkel und Distanz von Flugzielen für die Berechnung der für das Schiessen mit der schweren Fliegerabwehr erforderlichen Schiesselemente, Seite Elevation und Temperierung durch das Kommandogerät 43/50R. Es bestand eine automatische Datenübertragung an das Kommandogerät 43/50R. Es ist auch möglich, mit dem Feuerleitradar Mark VII Daten des Zielzuweisungsradar TPS-1E zu empfangen und zu verarbeiten.
Im klimatisierten Zweiachs-Kabinenanhänger sind Radar, Bedienpult mit zwei Bildschirmen, der Servoantrieb für die Steuerung der Parabol-Antenne, der Parallaxrechner META, die Funkstation SE-411 und ein Feldtelefon untergebracht.
Die Ablösung erfolgte ab 1965 durch das Feuerleitgerät Superfledermaus von Oerlikon Contraves.
Hersteller:British Thomson Huston (BTH) Leicester, England.

## Technische Daten
- Gewicht: 5900 kg
- Höhe: 3,43 m
- Länge: 5,75 m
- Breite: 2,3 m
- Frequenz: 3000–3120 MHz
- Impulsdauer: 0,5 Mikrosekunden
- Impulswiederholungsfrequenz: 1500 Hz
- Impulsleistung: 200 W
- Zielerfassungsbereich: 36 km
- Besatzung: 1 Offizier oder 1 Unteroffizier, 4 Soldaten (2 Orter, 1 Zuweiser 1 Aggregatwart).

## Kommandogerät HASLER Modell 43/50R
24 Exemplare der insgesamt 83 Geräte Kgt Modell 43/50 wurde für die Zusammenarbeit mit dem Feuerleitradar MARK VIII mit einem Radarstock ausgerüstet und als Ktg 43/50R bezeichnet. Ausgerüstet mit Empfänger (synchro) der Zieldaten, Seite, Lagewinkel und Distanz mit Folgezeigersystem im Radarstock.
- elektrischer Antrieb für das Richten
- Bedienung: 1 Unteroffizier und 5 Soldaten
- Reichweite 800- 10200 m
- Geschwindigkeitsbereich: 0-200 m/s
- Gewicht des Gerätes: 424Kg
- Gewicht Stativ: 80 kg